# Botany Bay (Antartide)
La Botany Bay è una piccola baia situata tra il Capo Geology e la scogliera Discovery, sul versante meridionale di Granite Harbour, sulla costa della Terra Vittoria.

## Storia
Fu cartografata nel corso della Spedizione Terra Nova (1910-13), che esplorò l'area di Granite Harbour nel 1911-12. La baia fu battezzata da Taylor e Debenham, membri australiani della spedizione, in omaggio all'omonima baia di Sydney.

## Territorio
La baia è situata nell'angolo sud-occidentale di Granite Harbour, circa 100 km a nord-ovest dell isola di Ross e le sue coste della baia ospitano una ricca biodiversità botanica, unica per la Terra Vittoria.
L'area contiene inoltre un sito di rilevanza storica (HSM 67), che ospita i resti della Granite House, un rifugio di roccia granitica risalente alla Spedizione Terra Nova (1910-13)..

## Flora
La baia ospita un gran numero di licheni (almeno 30 specie tra cui Caloplaca coeruleofrigida, Physcia caesia, Turgidosculum complicatulum, Umbilicaria aprina e Xanthoria elegans) e di muschi (tra cui Bryoerythrophyllum recurvirostrum e Ceratodon purpureus) nonché un notevole numero di alghe (almeno 85 taxa differenti). L'area è inoltre il sito di gran lunga più meridionale in cui cresce l'epatica Cephaloziella varians.

## Fauna
Nell'area è presente una ricca fauna invertebrata (collemboli, acari, nematodi,
rotiferi); l'area è il locus typicus del collembolo endemico Gomphiocephalus hodgsoni.
Ospita inoltre una colonia di circa 40 coppie di stercorario di McCormick (Stercorarius maccormicki).

## Conservazione
L'area è classificata dal Trattato Antartico come Area Specialmente Protetta dell'Antartide (codice ASPA 154).